# Saint-Ouen-de-Sécherouvre
Saint-Ouen-de-Sécherouvre är en kommun i departementet Orne i regionen Normandie i nordvästra Frankrike. Kommunen ligger i kantonen Bazoches-sur-Hoëne som tillhör arrondissementet Mortagne-au-Perche. År 2022 hade Saint-Ouen-de-Sécherouvre 159 invånare.

## Befolkningsutveckling
Antalet invånare i kommunen Saint-Ouen-de-Sécherouvre
| Referens: INSEE |